# Metal for Muthas, Volume II: Cut Loud
Metal for Muthas, Volume II: Cut Loud – album kompilacyjny wydany w 1980 roku przez Sanctuary Records zawierający utwory grup zaliczanych do New Wave of British Heavy Metal. Jest kontynuacją wypuszczonego na rynek muzyczny w tym samym roku albumu Metal for Muthas.

## Lista ścieżek
1. Trespass – „One of These Days”
2. Eazy Money – „Telephone Man”
3. Xero – „Cutting Loose”
4. White Spirit – „High Upon High”
5. Dark Star – „Lady of Mars”
6. Horsepower – „You Give Me Candy”
7. Red Alert – „Open Heart”
8. Chevy – „Chevy”
9. The Raid – „Hard Lines”
10. Trespass – „Storm Child”